# Đường hầm Stratenský
Đường hầm Stratenský (tiếng Slovakia: Stratenský tunel), còn được gọi là Đường hầm Stratená, là một đường hầm trên đường I/67, thuộc địa phận thị trấn Dobšiná, ở phía đông làng Stratená, vùng Košice, Slovakia. Đường hầm này tọa lạc ở sườn đông bắc của đồng bằng đá vôi Duča. Chiều dài của đường hầm là 325,7 mét.

## Miêu tả
Đường hầm Stratenský được xây dựng từ năm 1969 đến năm 1971. Đường hầm này là đường hầm duy nhất ở Slovakia nằm trên đường cấp 1. Ngoài ra, trước khi đường hầm Branisko khánh thành vào năm 2003, đường hầm Stratenský là đường hầm đường bộ dài nhất ở Slovakia.
Đường hầm này được xây dựng trên địa điểm con sông Hnilec trong thung lũng Stratenská uốn khúc vượt qua hẻm núi Stratenský. Hiện nay, hẻm núi Stratenský nằm trong khuôn viên của khu bảo tồn thiên nhiên quốc gia Stratená, và địa điểm này được áp dụng mức độ bảo vệ cao nhất, cụ thể là mức độ thứ 5.
Song song với đường hầm Stratenský, khoảng 45 mét về phía nam có đường hầm đường sắt Jarabský II nằm trên tuyến đường sắt Červená Skala - Margecany. Cao trình hầm đường bộ Stratenský thấp hơn cao trình đường sắt Jarabský II khoảng 15 mét.